# Phyllotreta arcuata
Phyllotreta arcuata es una especie de insecto coleóptero de la familia Chrysomelidae. Fue descrita en 1985 por Smith.